# Соляріс
«Соля́ріс» (пол. «Solaris») — роман письменника-фантаста Станіслава Лема. Вперше надрукований 1961-го року видавництвом Міністерства національної оборони Польщі.
Дія роману «Соляріс» відбувається в далекому майбутньому. Розповідь ведеться від першої особи — доктора психології Кріса Кельвіна, який прибув на станцію біля планети Соляріс, покритої океаном — своєрідною мислячою істотою, втім, зовсім чужою для людського розуміння. Метою Кріса є вирішення проблем з психологічним станом членів експедиції. У романі представлено дві паралельні сюжетні лінії: перебування Кельвіна на дослідницькій станції «Соляріс» і документальне викладення історії відкриття та дослідження планети в формі знайомства Кельвіна з науковою бібліотекою на борту станції.
Роман присвячено темі пошуку контакту з невідомим. Водночас, у ньому піднято філософсько-етичні проблеми пізнання світу, антропоцентризму, людяності, та, власне, відповідальності за все, що робить людина як на Землі, так і за її межами.

## Сюжет

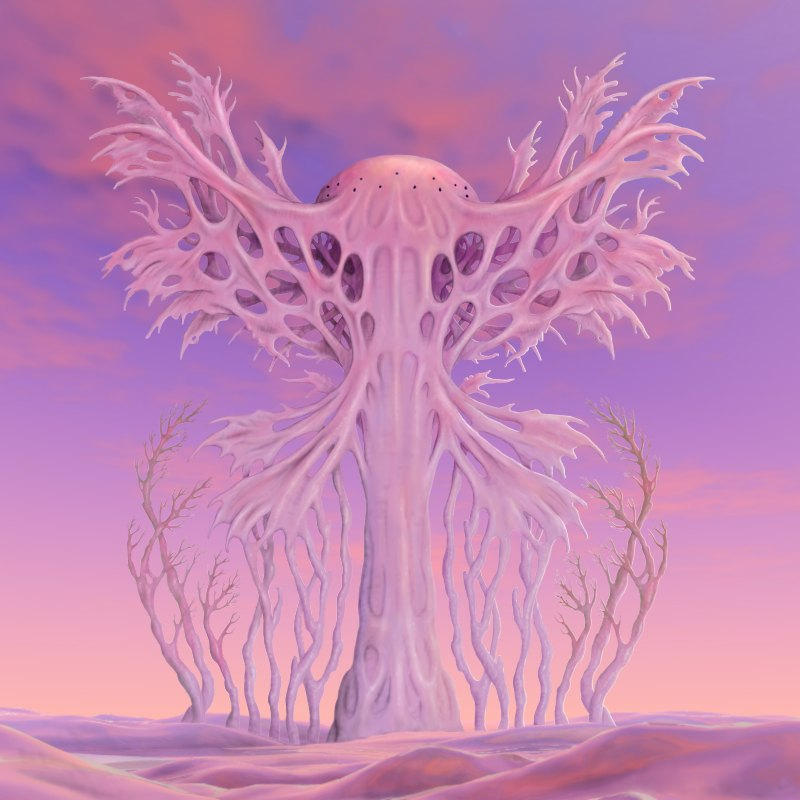
Структура, утворена Океаном

### Планета Соляріс
Планета Соляріс була відкрита за понад 130 років до подій роману. Вона обертається по складній орбіті в системі подвійної зірки. Діаметр приблизно на 20 % більший за земний, атмосфера непридатна для дихання людини. Планета привернула увагу дослідників спершу незвичайною орбітою — за розрахунками Соляріс повинен був впасти на одну з зірок системи, проте цього не сталося. Детальніше дослідження виявило, що планету покриває океан з драглистої органічної субстанції. Наукова спільнота дійшла висновку, що це єдина істота, Океан, яка має розвинений інтелект і свідомість та незрозумілим чином впливає на орбіту планети.
Вивчення Океану розвинулося в окрему галузь солярістику, метою котрої було встановлення контакту з Океаном. На низькій орбіті планети збудували науково-дослідну станцію «Соляріс», утримувану антигравітацією. Крім станції, по круговій орбіті навколо планети обертається штучний комунікаційний супутник.
Подальші дослідження встановили, що Океан здатний утворювати зі свого тіла складні тимчасові вирости. Вони могли бути як безформними, так і повторювати звичні людям об'єкти. Їм було дано багато назв: «городерева», «довгуни», «грибовища», «мімоїди», «симетріади» й «асиметріади», «хребетники» й «спритуни». Однак численні спроби контакту зазнали невдачі, Океан не реагував на сигнали, а його активність не піддавалася систематизації.
Зрештою солярістика стала описовою наукою, що тільки накопичувала відомості про Океан, які було неможливо застосувати. Встановлення контакту з істотою почало вважатися марним і персонал станції скоротився до кількох осіб, які продовжували спостереження.

### Дія

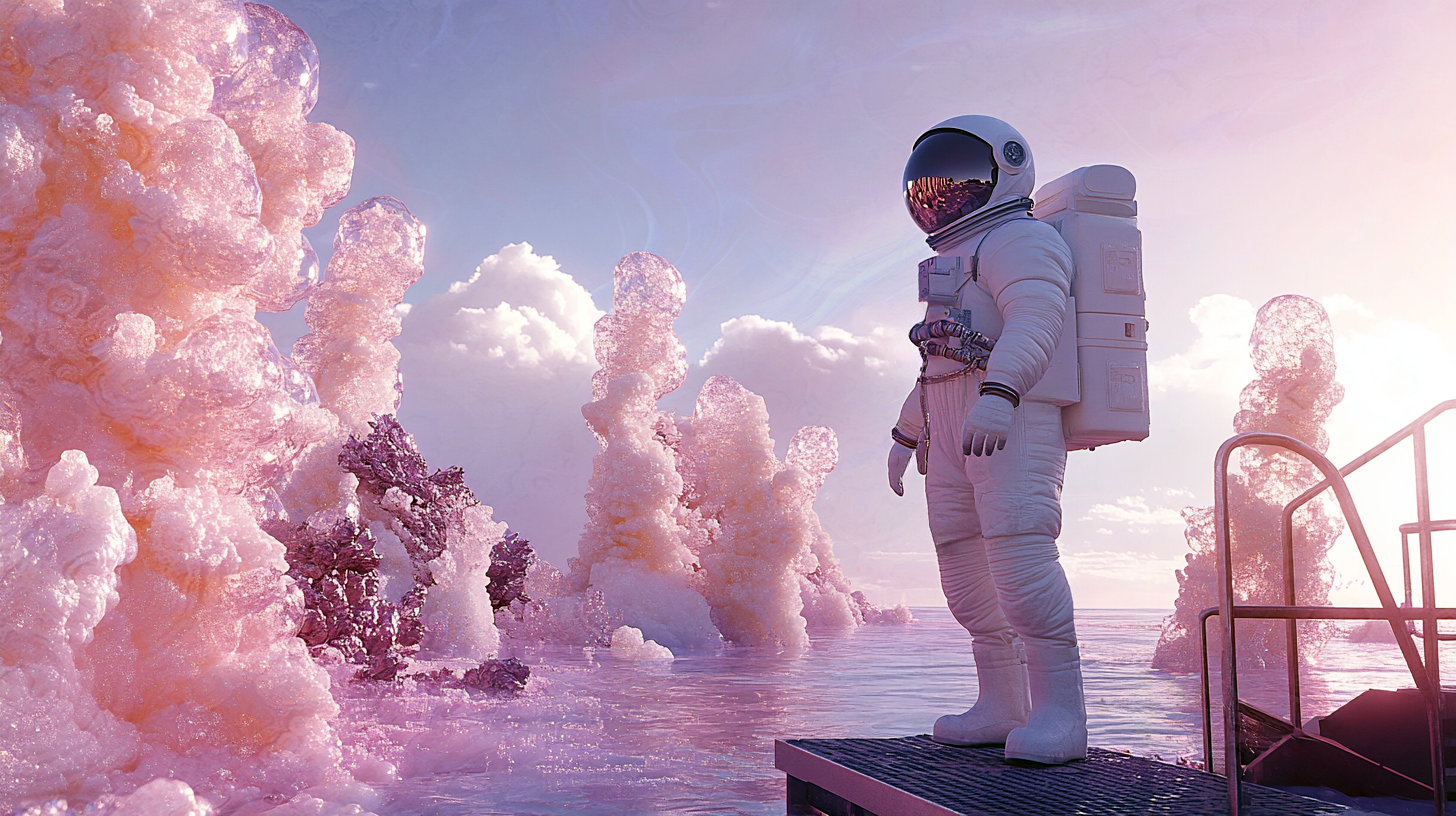
Поверхня Соляріса

Доктор психології Кріс Кельвін вирушає з Землі до Соляріса на автоматичному кораблі «Прометей». Коли він прибуває на станцію «Соляріс», ніхто з персоналу не відгукується на його повідомлення. Вийшовши-таки зі шлюзу, доктор бачить станцію занедбаною. Першим він зустрічає Снаута, котрий перебуває в глибокій депресії та спершу поводиться так, наче Кельвін — його галюцинація. Кельвін займає одну з кают, де читає книги про дослідження Соляріса. Потім він виявляє, що другий житель станції, Сарторіус, замкнувся в лабораторії, а третій, Гібарян, кілька годин тому вчинив самогубство.
Кельвін з'ясовує, що до цього персонал довели так звані фантоми — двійники раніше бачених людей, пов'язаних із сильними переживаннями, що невідомими чином з'являються на станції. Фантоми зображають переважно тих людей, з якими пов'язані спогади про болісні чи аморальні вчинки персоналу «Соляріса». Кельвін припускає, що їх створює Океан для встановлення контакту. Згодом доктор зустрічає фантома в подобі його коханої Гері, яка десять років тому наклала на себе руки після сварки з ним. Вона поводиться так, наче сварки не було, і не помічає, що перебуває не на Землі.
Тоді Кельвін вирішує пересвідчитися, що фантоми не є породженням його свідомості. Для цього він проводить над собою ряд дослідів і переконується, що це реальність, а не марення чи галюцинація. Разом із тим він виявляє, що такі досліди проводив загиблий Гібарян. Пересвідчившись, що фантом Гері реальний, Кельвін намагається позбутися його, посадивши Гері в ракету та запустивши її зі станції. Проте Гері з'являється на станції знову, нічого не пам'ятаючи про свою попередню появу. Пізніше, після розмови з Кельвіном, Гері випиває рідкий кисень і заморожується зсередини, проте невдовзі оживає. Кельвін розуміє марність знищення фантомів і починає поводитися з Гері як зі звичайною жінкою. Він цікавиться іншими фантомами, але Снаут і Сарторіус приховують їх.
Згодом Кельвіну вдається спонукати персонал до вивчення природи фантомів. Виявляється, що двійники імовірно складаються з нейтрино, стабілізованих силовими полями, генерованими Океаном. Будова тіла фантомів до найменших деталей повторює людську. Вони відтворюють людські реакції, такі як біль, але при пошкодженнях дуже швидко відновлюються. Якщо їх убити чи помістити в смертельні умови, вони якийсь час видаються мертвими, та потім відновлюють активність. Фантоми вважають себе справжніми людьми, мають пам'ять оригіналів, хоча неповну. З часом вони набувають все більше рис оригіналу, що зафіксовані в пам'яті. Крім того, двійники завжди перебувають в певному радіусі біля людини, з якою пов'язані. Наприклад, коли Кельвін залишає Гері в замкненій каюті, вона з надзвичайною силою вибиває двері.
Члени екіпажу приходять до висновку, що Океан вивчає їх, але не усвідомлює, що завдає людям шкоди — або свідомо ігнорує це. Вчені задумуються, чи можливий узагалі контакт між людьми й Океаном. Адже контакт передбачає обмін чимось, а тут обоє не знають, що дати взамін.
Гері набуває дедалі більшої самостійності та здогадується, що з нею щось негаразд. Прослухавши запис, залишений Гібаряном для Кельвіна, вона розуміє, що є двійником. Тим часом Кельвін, Снаут і Сарторіус приймають рішення продовжити дослідження Океану. Вони вважають, що Океан якось зчитує їхні спогади під час сну, тому у відповідь треба послати свідомі думки. Вчені знімають енцефалограму мозку Кельвіна і надсилають її в різні регіони Океану через пучки жорсткого гамма-випромінювання.
Поки очікується відповідь, Сарторіус знаходить спосіб знищити фантомів нейтралізацією силового поля Океану. Кельвін тепер боїться втратити двійника Гері й протестує, але Снаут поділяє думку Сарторіуса, що фантомів треба знищити. Кельвін застерігає, що розпад нейтринної матерії може спричинити руйнівний викид енергії. Та Сарторіусу вдається виготовити анігілятор і випробувати його на одному з фантомів. У результаті стається лише спалах світла і слабка ударна хвиля. Снаут намагається переконати Кельвіна, що знищення фантомів моральне, бо це хоча доволі точні, проте обмежені моделі реальних людей. Гері потай від Кельвіна погоджується на анігіляцію.
Коли фантом Гері зникає, розлючений Кельвін пропонує знищити Океан антиматерією. Снаут виступає на захист Океану, сказавши, що ця істота напевне не розуміла значення зчитаних у людей спогадів. Оскільки фантоми перестали з'являтися, вчені тлумачать це як відповідь Океану. Кельвін наближається до Океану, що витягує в напрямку чоловіка схожі на квіти вирости, що Кельвін розуміє як прояв цікавості. Він вирішує залишитись на станції, бо міркує так: «Відступити — означало перекреслити той, хай мізерний, шанс, який, може, існував тільки в уяві, шанс, який приховувало в собі майбутнє».

## Історія створення
Наприкінці 1950-х Станіслав Лем вже був визнаним майстром жанру. У «Солярісі» він почав відходити від утопічних настроїв своїх ранніх творів і став більше схилятися до великої романної форми літератури. Основна частина книги була написана приблизно за 6 тижнів у червні 1959 року, коли Станіслав Лем був у Закопаному.
Через рік письменник повернувся до роману і закінчив останній розділ. Згодом Лем вже не міг знайти місце, де зупинився і продовжив книгу.

## Вплив на культуру
Роман учинив великий вплив на розвиток наукової фантастики, книга неодноразово екранізувалась і перекладена понад тридцятьма мовами, зокрема українською.
На думку Бориса Стругацького, роман входить в десятку найкращих творів жанру і вчинив сильний — прямий чи опосередкований — вплив на світову фантастику ХХ століття взагалі і на вітчизняну фантастику особливо.

## Екранізації
За романом знято 3 фільми:
1. «Соляріс», телеспектакль, 1968.
2. «Соляріс», СРСР, режисер Андрій Тарковський, 1972.
3. «Соляріс», США, режисер Стівен Содерберг, 2002

## Українські переклади
У 1987 році київське видавництво «Молодь» випустило в світ збірник із двох романів С. Лема «Соляріс» та «Едем» у перекладі Дмитра Андрухова. Переклад здійснено за виданням: Stanisław Lem. Solaris. Edem. Warszawa: Iskry, 1982.
Вийшло й кілька окремих видань роману українською мовою в перекладі Д. Андрухова. Найвідоміші —
Київ: ВВФ «Котигорошко» ЛТД, 1996. 190 с. ISBN 5-7707-7796-6;
Львів: «Кальварія», 2007. 198 с. ISBN 978-966-663-257-2;
Тернопіль: «Богдан», 2020. 352 с. ISBN 978-966-10-4760-9.